# 忠臣蔵 (1958年の映画)
『忠臣蔵』（ちゅうしんぐら）は、1958年の日本の時代劇映画。大映創立18年を記念して製作され、大映の俳優が総出演したオールスターキャストの作品である。監督は渡辺邦男。カラー、大映スコープ。

## 概要
大石内蔵助には大映の大看板スター長谷川一夫が初めて扮し、浅野内匠頭には若手の二枚目スター市川雷蔵を配し、ほかには鶴田浩二、勝新太郎という豪華絢爛たる顔ぶれに加え女優陣にも京マチ子、山本富士子、木暮実千代、淡島千景、若尾文子といった当時のトップスターを起用した。吉良上野介には、民藝の名優滝沢修を起用し、1964年にNHK大河ドラマ『赤穂浪士』で再び長谷川一夫とタッグを組むことになる。
戦後映画化された『忠臣蔵』の中で最も浪花節的かつ講談調で娯楽性が高く、人気の高い作品でリアリティよりも虚構の伝説性を重んじる風潮がまだ残っていて『忠臣蔵』の初心者が大枠を掴むのに適していると言われている。
「早撮りの名人」と言われた渡辺邦男監督は初めて大映でメガホンを取り、35日間で完成させた。またこの作品は、6年後の1964年12月9日に大河ドラマ『赤穂浪士』が高い視聴率で大評判であった時期にリバイバル公開されている。

## 出演者
- 大石内蔵助：長谷川一夫
- 浅野内匠頭：市川雷蔵
- 岡野金右衛門：鶴田浩二
- 赤垣源蔵：勝新太郎
- 大石主税：川口浩
- 堀部安兵衛：林成年
- 堀部弥兵衛：荒木忍
- 片岡源五右衛門：香川良介
- 矢頭右衛門七：梅若正二
- 勝田新左衛門：川崎敬三
- 間十次郎：北原義郎
- 武林唯七：石井竜一
- 前原伊助：伊沢一郎
- 小野寺十内：四代目淺尾奥山
- 不破数右衛門：杉山昌三九
- 原惣右衛門：葛木香一
- 神崎与五郎：舟木洋一
- 吉田忠左衛門：清水元
- 萱野三平：和泉千太郎
- 倉橋伝助：藤間大輔
- 潮田又之丞：高倉一郎
- 早水藤左衛門：五代千太郎
- 杉野十平次：伊達三郎
- 近松勘六：玉置一恵
- 大高源五：品川隆二
- 寺坂吉右衛門：横山文彦
- 女間者・おるい：京マチ子
- 大工の娘・お鈴：若尾文子
- 瑤泉院：山本富士子
- りく：淡島千景
- 浮橋太夫：木暮実千代
- 戸田局：三益愛子
- 腰元・紅梅：小野道子
- 浅野家腰元・みどり：中村玉緒
- 一力の遊女・楓：阿井美千子
- 一力の遊女・玉葉：藤田佳子
- 一力の遊女・夕霧：三田登喜子
- 勝田の妻・八重：浦路洋子
- 弥兵衛の妻・きわ：滝花久子
- 塩山の妻・まき：朝雲照代
- 塩山家下女・杉：若松和子
- 大石の母・おたか：東山千栄子
- 多門伝八郎：黒川弥太郎
- 土屋相模守：根上淳
- 関根弥次郎：高松英郎
- 牟岐平右衛門：花布辰男
- 梶川与惣兵衛：松本克平
- 庄田下総守：二代目澤村宗之助
- 上杉綱憲：船越英二
- 柳沢出羽守：清水将夫
- 伊達左京亮：南條新太郎
- 脇坂淡路守：菅原謙二
- 安井彦右衛門：南部彰三
- 田村右京大夫：春本富士夫
- 松原多仲：寺島雄作
- 青木久之進：志摩靖彦
- 塩山伊左衛門：竜崎一郎
- 町人・源吉：坊屋三郎
- 大工・政五郎：見明凡太朗
- 瓦版売り：上田寛
- 千坂兵部：小沢栄太郎
- 清水一角：田崎潤
- 小林平八郎：原聖四郎
- 大竹重兵衛：志村喬（特別出演）
- 垣見五郎兵衛：二代目中村鴈治郎
- 吉良上野介：滝沢修

## スタッフ
- 企画：辻久一、蔭山敏雄
- 監督：渡辺邦男
- 脚本：渡辺邦男、八尋不二、民門敏雄、松村正温
- 音楽：斎藤一郎
- 製作：永田雅一
- 撮影：渡辺孝
- 美術：上里義三
- 録音：大角正夫
- 照明：加藤庄之丞、伊藤貞一
- 編集：宮田味津三
- 邦楽：中本利生

## 製作
浅野長矩を演じた市川雷蔵は「内匠頭は阿呆で我儘だと思う」と述べている。そのせいか、本作の長矩は傍若無人な振る舞いが目立ちとても「かわいそう」には見えない。鶴田浩二と勝新太郎が唯一共演した映画である。